# DEForce Racing
DEForce Racing es una escudería estadounidense de automovilismo. El equipo fue fundado por Ernesto Martinez y David Martinez.

## Resultados

### Categorías actuales

#### Campeonato USF Pro 2000
| Temporada | Monoplaza    | Piloto            | Carreras | Victorias | Poles | VR | Podios | Puntos | Pos. |
| --------- | ------------ | ----------------- | -------- | --------- | ----- | -- | ------ | ------ | ---- |
| 2018      | Tatuus PM-18 | Moisés de la Vara | 5        | 0         | 0     | 0  | 0      | 75     | 15.º |
| 2018      | Tatuus PM-18 | Kory Enders       | 2        | 0         | 0     | 0  | 0      | 21     | 21.º |
| 2018      | Tatuus PM-18 | James Raven       | 2        | 0         | 0     | 0  | 0      | 17     | 22.º |
| 2019      | Tatuus PM-18 | Kory Enders       | 14       | 0         | 0     | 1  | 2      | 211    | 7.º  |
| 2019      | Tatuus PM-18 | Moisés de la Vara | 16       | 0         | 0     | 0  | 0      | 198    | 8.º  |
| 2020      | Tatuus PM-18 | Manuel Sulaimán   | 17       | 2         | 3     | 4  | 4      | 289    | 6.º  |
| 2020      | Tatuus PM-18 | Parker Thompson   | 17       | 0         | 0     | 0  | 4      | 283    | 7.º  |
| 2020      | Tatuus PM-18 | Kory Enders       | 15       | 0         | 0     | 0  | 0      | 164    | 10.º |
| 2020      | Tatuus PM-18 | Moisés de la Vara | 14       | 0         | 0     | 0  | 0      | 163    | 12.º |
| 2021      | Tatuus PM-18 | Cameron Shields   | 4        | 0         | 0     | 0  | 0      | 43     | 15.º |
| 2021      | Tatuus PM-18 | Nolan Siegel      | 1        | 0         | 0     | 0  | 0      | 26     | 18.º |
| 2021      | Tatuus PM-18 | Kory Enders       | 1        | 0         | 0     | 0  | 0      | 18     | 21.º |
| 2022      | Tatuus IP-22 | Nolan Siegel      | 18       | 2         | 2     | 1  | 6      | 333    | 4.º  |
| 2022      | Tatuus IP-22 | Kiko Porto        | 18       | 1         | 0     | 0  | 3      | 290    | 7.º  |
| 2022      | Tatuus IP-22 | Bijoy Garg        | 4        | 0         | 0     | 0  | 0      | 47     | 18.º |
| 2023      | Tatuus IP-22 | Bijoy Garg        |          |           |       |    |        |        |      |
| 2023      | Tatuus IP-22 | Kiko Porto        |          |           |       |    |        |        |      |

#### Campeonato Nacional U.S. F2000
| Temporada | Monoplaza     | Piloto                 | Carreras | Victorias | Poles | VR | Podios | Puntos | Pos. |
| --------- | ------------- | ---------------------- | -------- | --------- | ----- | -- | ------ | ------ | ---- |
| 2017      | Tatuus USF-17 | Kory Enders            | 14       | 0         | 0     | 0  | 0      | 138    | 9.º  |
| 2017      | Tatuus USF-17 | Moisés de la Vara      | 10       | 0         | 0     | 0  | 0      | 98     | 12.º |
| 2017      | Tatuus USF-17 | Andrés Gutiérrez       | 3        | 0         | 0     | 0  | 0      | 35     | 23.º |
| 2017      | Tatuus USF-17 | José Sierra            | 2        | 0         | 0     | 0  | 0      | 32     | 24.º |
| 2018      | Tatuus USF-17 | Kory Enders            | 14       | 0         | 0     | 0  | 1      | 143    | 8.º  |
| 2018      | Tatuus USF-17 | Colin Kaminsky         | 14       | 0         | 0     | 0  | 0      | 134    | 10.º |
| 2018      | Tatuus USF-17 | José Sierra            | 14       | 0         | 0     | 0  | 2      | 128    | 11.º |
| 2018      | Tatuus USF-17 | James Raven            | 3        | 0         | 1     | 0  | 1      | 33     | 27.º |
| 2018      | Tatuus USF-17 | Zach Holden            | 5        | 0         | 0     | 0  | 0      | 32     | 28.º |
| 2019      | Tatuus USF-17 | Manuel Sulaimán        | 15       | 0         | 0     | 0  | 2      | 211    | 6.º  |
| 2019      | Tatuus USF-17 | Jak Crawford           | 7        | 0         | 0     | 0  | 0      | 183    | 7.º  |
| 2019      | Tatuus USF-17 | Eduardo Barrichello    | 4        | 0         | 0     | 0  | 0      | 151    | 11.º |
| 2020      | Tatuus USF-17 | Nicholas Christodoulou | 18       | 0         | 0     | 1  | 1      | 82     | 7.º  |
| 2020      | Tatuus USF-17 | Cameron Shields        | 10       | 0         | 1     | 0  | 2      | 214    | 9.º  |
| 2020      | Tatuus USF-17 | Kiko Porto             | 12       | 1         | 1     | 2  | 4      | 198    | 10.º |
| 2020      | Tatuus USF-17 | Josh Sarchet           | 3        | 0         | 0     | 0  | 0      | 14     | 25.º |
| 2020      | Tatuus USF-17 | Gil Molina             | 2        | 0         | 0     | 0  | 0      | 13     | 26.º |
| 2021      | Tatuus USF-17 | Kiko Porto             | 18       | 4         | 6     | 2  | 10     | 413    | 1.º  |
| 2021      | Tatuus USF-17 | Nolan Siegel           | 18       | 1         | 1     | 2  | 4      | 227    | 8.º  |
| 2021      | Tatuus USF-17 | Prescott Campbell      | 18       | 1         | 0     | 1  | 3      | 215    | 10.º |
| 2021      | Tatuus USF-17 | Ely Navarro            | 18       | 0         | 0     | 0  | 0      | 105    | 17.º |
| 2022      | Tatuus USF-17 | Thomas Nepveu          | 18       | 0         | 1     | 0  | 3      | 262    | 6.º  |
| 2022      | Tatuus USF-17 | Bijoy Garg             | 15       | 0         | 0     | 0  | 2      | 203    | 9.º  |
| 2022      | Tatuus USF-17 | Dylan Christie         | 18       | 0         | 0     | 0  | 1      | 188    | 11.º |
| 2022      | Tatuus USF-17 | Mac Clark              | 3        | 1         | 0     | 0  | 1      | 52     | 22.º |
| 2022      | Tatuus USF-17 | Chase Gardner          | 3        | 0         | 0     | 0  | 0      | 16     | 31.º |
| 2023      | Tatuus USF-17 | Mac Clark              |          |           |       |    |        |        |      |
| 2023      | Tatuus USF-17 | Jorge Garciarce        |          |           |       |    |        |        |      |
| 2023      | Tatuus USF-17 | Maxwell Jamieson       |          |           |       |    |        |        |      |

#### Campeonato de Estados Unidos de Fórmula 4
| Temporada | Monoplaza    | Piloto                 | Carreras | Victorias | Poles | VR | Podios | Puntos | Pos. |
| --------- | ------------ | ---------------------- | -------- | --------- | ----- | -- | ------ | ------ | ---- |
| 2017      | Ligier JS F4 | Kory Enders            | 8        | 0         | 0     | 0  | 0      | 28     | 17.º |
| 2017      | Ligier JS F4 | Moisés de la Vara      | 6        | 0         | 0     | 0  | 0      | 0      | 31.º |
| 2018      | Ligier JS F4 | James Raven            | 17       | 1         | 0     | 2  | 7      | 208    | 2.º  |
| 2018      | Ligier JS F4 | Kory Enders            | 4        | 0         | 0     | 0  | 1      | 27     | 11.º |
| 2018      | Ligier JS F4 | Kiko Porto             | 8        | 0         | 0     | 0  | 0      | 5      | 22.º |
| 2019      | Ligier JS F4 | Kiko Porto             | 17       | 3         | 0     | 0  | 8      | 220    | 2.º  |
| 2019      | Ligier JS F4 | Guilherme Peixoto      | 17       | 0         | 1     | 0  | 2      | 107    | 6.º  |
| 2019      | Ligier JS F4 | Kory Enders            | 2        | 0         | 0     | 0  | 1      | 15     | 16.º |
| 2019      | Ligier JS F4 | Pablo Pérez de Lara    | 3        | 0         | 0     | 0  | 0      | 0      | 34.º |
| 2019      | Ligier JS F4 | Chara Mansur           | 2        | 0         | 0     | 0  | 0      | 0      | 41.º |
| 2020      | Ligier JS F4 | Nicholas Christodoulou | 18       | 0         | 0     | 1  | 1      | 82     | 7.º  |
| 2020      | Ligier JS F4 | Thomas Nepveu          | 3        | 0         | 0     | 0  | 0      | 4      | 26.º |
| 2020      | Ligier JS F4 | Davis Barringer        | 3        | 0         | 0     | 0  | 0      | 0      | 34.º |
| 2020      | Ligier JS F4 | Seth Aldretti          | 18       | 0         | 0     | 0  | 0      | 0      | 37.º |
| 2021      | Ligier JS F4 | Noel León              | 17       | 3         | 3     | 1  | 11     | 212    | 1.º  |
| 2021      | Ligier JS F4 | José Andrés Martínez   | 9        | 0         | 0     | 0  | 0      | 0      | 30.º |
| 2021      | Ligier JS F4 | Maxwell Jamieson       | 8        | 0         | 0     | 0  | 0      | 0      | 35.º |
| 2021      | Ligier JS F4 | Chara Mansur           | 2        | 0         | 0     | 0  | 0      | 0      | 37.º |
| 2022      | Ligier JS F4 | Maxwell Jamieson       | 3        | 0         | 0     | 0  | 0      | 11     | 23.º |
| 2022      | Ligier JS F4 | Brady Golan            | 3        | 1         | 0     | 1  | 5      | 0      | 35.º |
| 2022      | Ligier JS F4 | Kory Enders            | 3        | 1         | 0     | 1  | 5      | 0      | NC   |

#### USF Juniors
| Temporada | Monoplaza    | Piloto           | Carreras | Victorias | Poles | VR | Podios | Puntos | Pos. |
| --------- | ------------ | ---------------- | -------- | --------- | ----- | -- | ------ | ------ | ---- |
| 2022      | Ligier JS F4 | Mac Clark        | 16       | 5         | 10    | 4  | 12     | 393    | 1.º  |
| 2022      | Ligier JS F4 | Quinn Armstrong  | 12       | 0         | 0     | 0  | 0      | 123    | 12.º |
| 2022      | Ligier JS F4 | Maxwell Jamieson | 13       | 0         | 0     | 0  | 0      | 97     | 15.º |
| 2022      | Ligier JS F4 | Jake Bonilla     | 16       | 0         | 0     | 0  | 0      | 160    | 18.º |
| 2023      | Tatuus JR-23 | Quinn Armstrong  |          |           |       |    |        |        |      |
| 2023      | Tatuus JR-23 | Lucas Fecury     |          |           |       |    |        |        |      |
| 2023      | Tatuus JR-23 | Brady Golan      |          |           |       |    |        |        |      |
| 2023      | Tatuus JR-23 | Nicolas Giaffone |          |           |       |    |        |        |      |

### Categorías pasadas

#### Campeonato de Fórmula Regional de las Américas
| Temporada | Monoplaza    | Piloto      | Carreras | Victorias | Poles | VR | Podios | Puntos | Pos. |
| --------- | ------------ | ----------- | -------- | --------- | ----- | -- | ------ | ------ | ---- |
| 2019      | Ligier JS F3 | James Raven | 3        | 0         | 0     | 0  | 0      | 0      | NC   |

#### Campeonato NACAM de Fórmula 4
| Temporada | Monoplaza     | Piloto               | Carreras | Victorias | Poles | VR | Podios | Puntos | Pos. |
| --------- | ------------- | -------------------- | -------- | --------- | ----- | -- | ------ | ------ | ---- |
| 2021      | Mygale M14-F4 | José Andrés Martínez | 6        | 1         | 0     | 1  | 5      | 0      | NC   |